# N-am cântat niciodată pentru tata (film din 1970)
N-am cântat niciodată pentru tata (titlul original: I Never Sang for My Father) este un film dramatic american, realizat în 1970 de regizorul Gilbert Cates, după piesa omonimă a dramaturgului Robert Anderson, protagoniști fiind actorii Melvyn Douglas, Gene Hackman, Estelle Parsons și Elizabeth Hubbard. 

## Conținut
Gene Garrison este un profesor din New York City, care dorește să își schimbe viața și are în plan să se căsătorească cu prietena și să se mute în California. Mama sa Margaret îi înțelege dorința de a se muta, dar îl avertizează că un mutat atât de departe ar putea să îi provoace tatălui său o mare durere. 
Cu puțin înainte de nuntă, mama lui Gene moare. Sora sa Alice, care a fost renegată de tatăl său, pentru că s-a căsătorit cu un evreu, îl sfătuiește pe Gene să-și trăiască propria viață și să nu se lase controlat de tată.   

## Distribuție
- Melvyn Douglas - Tom Garrison
- Gene Hackman - Gene Garrison
- Dorothy Stickney - Margaret Garrison
- Estelle Parsons - Alice
- Elizabeth Hubbard - Dr. Margaret „Peggy“ Thayer
- Lovelady Powell - Norma
- Daniel Keyes - Dr. Mayberry
- Conrad Bain - reverendul Sam Pell
- Jon Richards - Marvin Scott
- Nikki Counselman - chelnerița
- Carol Peterson - 1. soră medicală
- Sloane Shelton - 2. soră medicală
- James Karen - Mr. Tucker, directorul azilului de bătrâni
- Gene Williams - Dr. Jensen, directorul spitalului

## Premii și nominalizări
- Oscar 1971 trei nominalizări: 
  - Cel mai bun actor pentru Melvyn Douglas
  - Cel mai bun actor în rol secundar pentru Gene Hackman
  - Cel mai bun scenariu adaptat lui Robert Anderson
- 1971 nominalizare la Premiul Globul de Aur pentru cel mai bun actor (dramă) pentru Melvyn Douglas
- 1971 nominalizare la Laurel Award
- 1971 Premiul Writers Guild of America lui Robert Anderson pentru Cel mai bun scenariu adaptat